# Корчани (Ленінградська область)
Корчани (рос. Корчаны) — присілок у Волосовському районі Ленінградської області Російської Федерації.
Населення становить 64 особи. Належить до муніципального утворення Бегуницьке сільське поселення.

## Історія
Від 1 серпня 1927 року належить до Ленінградської області.

## Населення
| 1838 | 1857 | 1862 | 1882 | 1899 | 1965 | 1997 |
| ---- | ---- | ---- | ---- | ---- | ---- | ---- |
| 483  | ↘423 | ↘391 | ↘261 | ↗415 | ↘137 | ↘29  |
| 2007 | 2010 | 2013 | 2017 |      |      |      |
| ↗42  | ↗49  | ↗54  | ↗64  |      |      |      |